# César Gala Vallejo
César Gala Vallejo,  (Castronuevo de Esgueva, Valladolid, 1 de octubre de 1919 - Madrid, 23 de febrero de 2018) fue un abogado y poeta, conocido por ser colaborador en la redacción de la primera ley de bases de la Seguridad Social en España y autor de más de treinta libros sobre Seguridad Social y relaciones laborales. Su libro La Seguridad Social en España, declarado de Utilidad Pública, fue referencia de la institución.

## Desarrollo

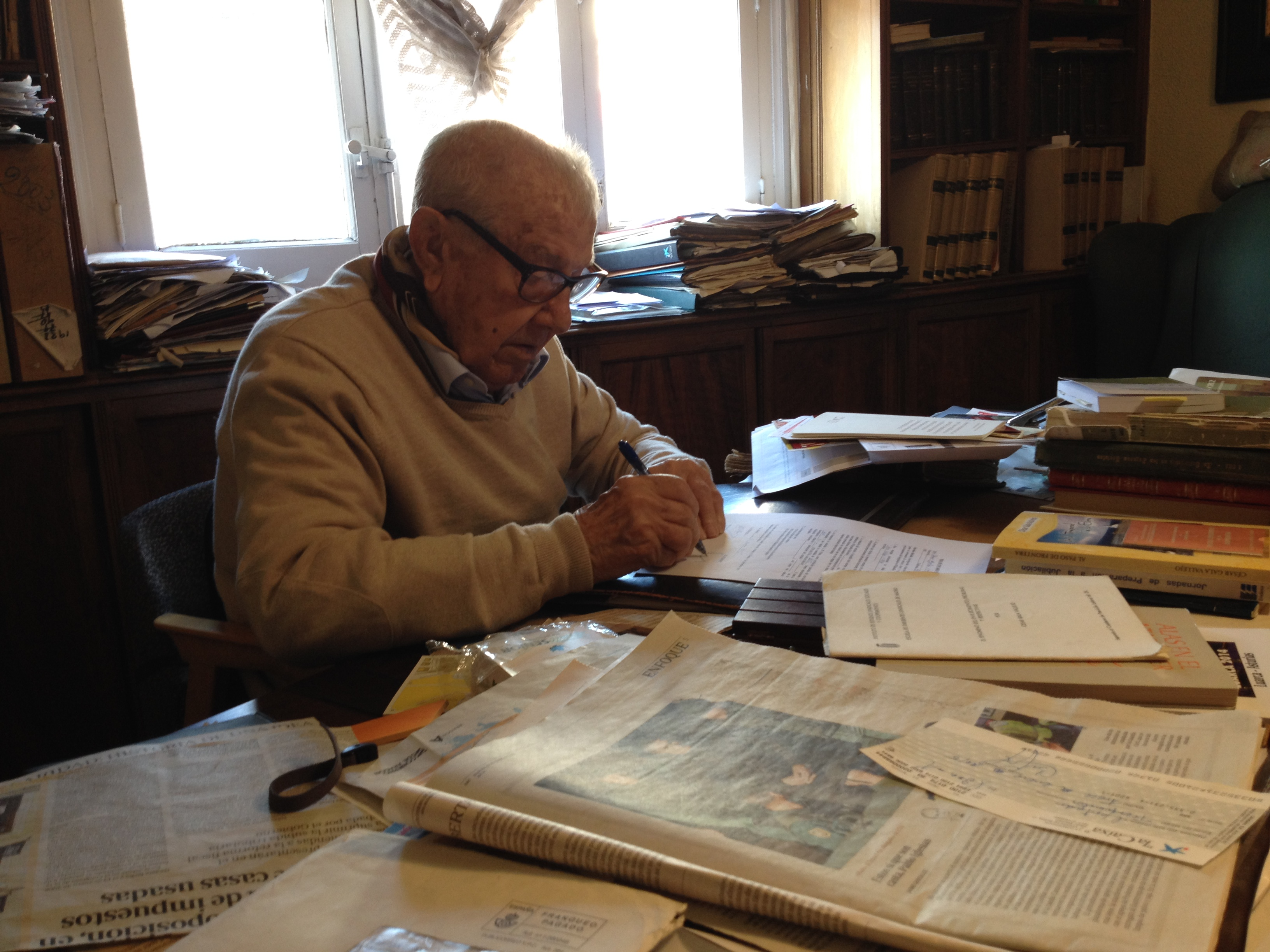
Don César Gala Vallejo en su estudio de Madrid

Pasó la infancia en su pueblo de Castronuevo de Esgueva, donde además de realizar los primeros estudios, colaboraba en el toque de las campanas de la iglesia, lo que recrearía más adelante en sus primeros poemas junto a otros recuerdos de su pueblo y los paisajes de Castilla.
En 1935 comenzó sus estudios de Derecho en la Universidad de Valladolid, en los albores de la guerra civil española, en la que participó plenamente, desde las filas nacionales. Se incorporó a la Armada como voluntario en El Ferrol, en junio de 1937, incorporándose al Buque-Escuela Galatea en julio.
Formó parte de la tripulación del crucero auxiliar Mallorca, que navegó hasta Cagliari (Cerdeña) para recoger a los destructores Aquila y Falco-rebautizados como Ceuta y Melilla- y a dos submarinos denominados posteriormente General Mola y General Sanjurjo. 
Tras realizar el curso de Alférez Provisional en Riffien en abril de 1938, fue destinado al frente de Teruel. Como parte de la 82 División y del  Batallón del Regimiento de Infantería de Zaragoza n.º 32 estuvo en el frente del Ebro, resultando herido en la espalda durante  los combates de Villalba de los Arcos (Tarragona) y Gandesa el 31 de julio de 1938. La cazadora  frenó la metralla que le hubiera penetrado en la columna. Al haber estado más de dos meses hospitalizado (Hospital de Zaragoza, Caspe y Alhama de Aragón)  fue condecorado con la medalla de Sufrimientos por la patria. Terminó la guerra como Alférez. 
En diciembre de 1942, ante el desembarco de los marines norteamericanos en el Norte de África, fueron movilizadas las quintas de 1939, 1940 y 1941, y entre ellos el Alférez Gala Vallejo. Se incorporó de nuevo a filas con una excedencia forzosa del Ministerio de Justicia, donde había comenzado a trabajar, teniendo como destino el Principado de Asturias (Cadavedo y Luarca). Fue ascendido a Teniente tras participar en la lucha contra los maquis y posteriormente a Capitán de Infantería. 
Durante su estancia de movilización en Luarca conoció a su esposa, María Teresa Miranda Menéndez, con la que tuvo nueve hijos: José Vicente, Milagrosa, César, Pedro, Teresa, Marina, Alberto, Vicente y Covadonga; ocho nietos y tres bisnietos.
Se licenció en Derecho por la Universidad de Valladolid y formó parte del Colegio de Abogados de Madrid. Es también Diplomado en Seguridad Social por la Organización Iberoamericana de Seguridad Social (OISS) y Diplomado en Administración Pública y en Estudios Sindicales por la Escuela Nacional de Administración Pública de Alcalá de Henares.
Perteneció al Cuerpo de Letrados de la Administración Institucional de Servicios Socioprofesionales  y al Cuerpo Superior de Técnicos de la Administración de la Seguridad Social. Participó en el desarrollo del Seguro Obligatorio de Enfermedad de 1945 y a partir de 1947 en el despliegue normativo del Mutualismo Laboral.  En 1962 participó en la redacción del anteproyecto de la Ley de Bases de la Seguridad Social.
Como Asesor Técnico de la Obra de Previsión Social participó en numerosos congresos internacionales de Gerontología Social (Madrid, París, Bruselas, Panamá, Montevideo, y Quebec) y de Seguridad Social e Higiene del Trabajo (Atenas, Bucarest y Ginebra). En 1982 participó en el informe de la Asamblea Mundial del Envejecimiento. El 3 de abril de 1984 se jubiló, dedicándose desde entonces a la escritura de poemas, ensayos y reflexiones sobre la Seguridad Social y la Semana Santa, además de participar en la gestión cultural y de eventos de la Asociación de Jubilados de Endesa.
Ha sido un gran divulgador en materia de Seguridad Social y Servicios Sociales, tanto como profesor como por sus numerosas publicaciones (libros, ensayos, artículos y prontuarios) sobre temas laborales y dedicados al estudio de la familia.
Entre sus obras destaca “La Seguridad Social en España”, que fue declarada de Utilidad Pública en 1961.
Ha recibido numerosas condecoraciones, militares y civiles, la Cruz Roja del Mérito Militar, la Cruz de Guerra y la Medalla de Sufrimientos por la Patria, las Encomiendas de la Orden de Cisneros, y la del Mérito Civil, la Medalla de plata al Mérito en el Trabajo y la de Previsión Social, en su categoría de Oro, así como la Cruz al Mérito pro Justicia Social. Es hijo adoptivo de Luarca e Hijo predilecto de su pueblo natal, Castronuevo de Esgueva.
Su vocación literaria le ha llevado a escribir ensayos y libros de poesía; de ellos, muchos poemas han sido publicados en revistas, boletines de festejos y de Cofradías. Algunos de ellos, han sido reproducidos en cerámica y colocados en lugares distinguidos de sus dos pueblos. Es Socio de Honor del Hogar de Luarca y la persona de mayor edad de su pueblo, Castronuevo de Esgueva.

## Obra: ensayos y manuales
- La cotización en los seguros sociales (1956), prólogo de Luis Burgos Boezo, Edita Pylsa, Madrid.
- La seguridad social en España (1961), Servicio de Información y Publicaciones de la Organización Sindical. Varias ediciones. Declarada de Utilidad Pública.
- El crédito laboral (1960). Edita Pylsa, Madrid.
- Problemas laborales y de Seguridad Social (1970), prólogo de Enrique de la Villa. Ediciones y Publicaciones populares.
- Régimen especial de la Seguridad Social para la minería del carbón(1987). Edita Ministerio de Trabajo y Asuntos Sociales. ISBN 978-84-7434-405-9
- Régimen especial agrario de la Seguridad Social (1988). Edita Ministerio de Trabajo y Asuntos Sociales. ISBN 978-84-7434-454-7. Ediciones en 1991, 1997
- El sistema de La Seguridad Social en España (1999). 4.ªed. Edita Ministerio de Trabajo y Asuntos Sociales ISBN 978-84-7434-891-0
- Las pensiones de invalidez permanente, jubilación y muerte y supervivencia en el sistema de la Seguridad Social española (2000), Edita Ministerio de Trabajo y Asuntos Sociales. ISBN 8484170373.
- La familia y su protección en España (2002). Edita Ministerio de Trabajo y Asuntos Sociales. ISBN 8484170853.
- El convenio especial y sus modalidades en la Seguridad Social (2005). Edita Ministerio de Trabajo y Asuntos Sociales ISBN 978-84-8417-177-5
- La asistencia sanitaria en el marco de la Seguridad Social (2007), Edita Ministerio de Trabajo y Asuntos Sociales. ISBN 978-84-8417-249-9
- Las mutuas de accidentes de trabajo y enfermedades profesionales de la Seguridad Social (2008), Edita Ministerio de Trabajo y Asuntos Sociales. ISBN 978-84-8417-287-1
- La protección social del trabajador autónomo (2009). Edita Ministerio de Trabajo e Inmigración, ISBN 9788484173281.
- La Jubilación: su protección en el sistema español de Seguridad Social (2010). Ministerio de Empleo y Seguridad Social. ISBN 9788484173601

## Poemarios y otras reflexiones
- Alas en el atardecer (1999). Ed. Asociación de Pensionistas y jubilados de Endesa.
- Resplandor en el crepúsculo (2007). Ensayo sobre el tiempo y la vejez. Ed. Asociación de Pensionistas y jubilados de Endesa. ISBN 9788469062814.
- Al paso de frontera (2011).Edita Asociación de Pensionistas y jubilados de Endesa.
- Aún hay luz en el ocaso (2014). Edita Asociación de Pensionistas y jubilados de Endesa.